# Dafo
Dafo (ou Daffo) é o nome mágico de uma mulher chamada Edith Rose Woodford-Grimes, que desempenhou um papel fundamental na bruxaria moderna. Não é certo, mas pensa-se que, para além de ter iniciado Gerald Gardner no culto da Wicca, pode ter vindo a ser, posteriormente, uma Alta Sacerdotisa do conventículo de Gardner.

## Origem do nome
Desconhece-se o porquê da escolha deste pseudónimo, no entanto o historiador e escritor Philip Heselton defende que Dafo não era o nome mágico de Woodford-Grimes, mas sim uma alcunha dada por Gerald Gardner - acredita-se que o esse nome é baseado nas experiências de Gardner, no sudeste da Ásia. [Na cultura chinesa, o nome Dafo é associado à estátua de Buddha, incluindo o Grande Buda de Leshan.

## Biografia
O interesse pelo esotérico começou por volta de 1938, quando contactou, pela primeira vez, com a Ordem Rosacruz de Crotona, uma organização oculta baseada nos ideais de Rosacruz. A curiosidade pelas filosofias e práticas da Ordem foram aumentando, provocando, pouco tempo depois, a sua completa integração no grupo. Foi entre essa organização que conheceu membros ligados à franco-maçonaria e foi, por eles, iniciada aos rituais wiccan.
Mais tarde, Dafo cruzou-se com Gerald Gardner (membro do conventículo de New Forest) a quem fez, nos finais de 1939, a iniciação ao culto da Wicca, num ritual realizado em sua casa.
Já nos finais de 1940, Dafo fez questão de acompanhar o seu pupilo Gerald Gardner, que havia formado o conventículo de Bricket Wood. No entanto, em 1952, temendo a possível e indesejada exposição pública, Doreen abandona esse conventículo, por causa da sua crescente propagação.
Embora, não partilhassem exactamente as mesmas ideologias, Dafo e Gardner, mantiveram uma grande amizade, de tal forma que Dafo disponibilizou a sua casa para que Gardner pudesse, no verão de 1953, proceder o ritual de iniciação de Doreen Valiente.

## Edith Woodford-Grimes [Dafo]vs.Dorothy Clutterbuck
Segundo interpretação de Doreen Valiente, pupila de Gardner, algumas declarações deste afirmam ter sido Dorothy Clutterbuck a iniciá-lo, pessoalmente, à Wicca, e não Edith Wood-Grimes. Contudo, tanto Philip Heselton, como Eleanor Bone declaram que a sua iniciadora foi, de facto, Edith Woodford-Grimes.
Investigações como a de Ronald Hutton provam que a personagem histórica Old Dorothy Clutterbuck, embora tenha realmente existido, ela não corresponde à personagem Old Dorothy de Gerald Gardner, porque, na verdade, ela não era uma bruxa inspirada, mas uma beata cristã e burguesa, mecenas do partido conservador local e instalada numa sociedade convencional para se poder identificar com uma prática mágico-religiosa contra cultural de fundo ante-cristão.
Pelo contrário, Jefftrey Russel, afirma que a Old Dorothy Clutterbuck não passa de uma personagem imaginária inventada por Gardner. Teoria refutada por Doreen, comprovando com a certidão de nascimento e de óbito de Clutterbuck e, ainda, com um esquema sucinto da sua vida.
Existe, também, a possibilidade de Old Dorothy ser Edith Woodford-Grimes. Gardner pode ter inventado essa personagem para esconder a verdadeira identidade da sua mestre/parceira wiccan, Edith Woodford-Grimes.
A verdade é que esta questão continua, ainda hoje, a ser estudada e debatida; são múltiplas as interpretações, mas muito poucas conseguem ser coerentes e conclusivas.

## O legado
O envolvimento de Edith Woodford-Grimes nas tradições pagãs foi, em grande parte, mantido em segredo, pois fazia parte de uma família cristã e, por isso, desaprovava o oculto e a bruxaria. Procurava não ser reconhecida, recusando, muitas vezes, responder a certas questões relacionadas com o assunto e não assumindo qualquer envolvimento além de um interesse teórico no ofício.
Justifica-se, assim, o porquê de tanto mistério envolto no nome de Dafo e a revelação tardia - finais de 1990 - do seu importante contributo para a história da Wicca. Porém, hoje em dia, é um nome bem reconhecido e louvado nas comunidades Wicca e outras Neo-pagãs. De tal maneira, que na conferência "The Charge of the Goddess", de 2010 (realizada no Conway Hall, em Londres), Francis Cameron apresentou uma interpretação da vida de Dafo e do seu envolvimento na Wicca, intitulado "Dafo's Tale" (The Centre for Pagan Studies (2010).